# L'entrata a Parigi del futuro Carlo V
L'entrata a Parigi del futuro Carlo V, anche noto come Entrata a Parigi del delfino, il futuro Carlo V (Entrée à Paris du dauphin, futur Charles V), è un quadro realizzato da Jean-Auguste-Dominique Ingres nel 1821. L'opera fa parte del periodo troubadour del pittore ed evoca un episodio della storia della Francia medioevale: il ritorno del delfino Carlo a Parigi il 2 agosto del 1358, dopo la rivolta nella capitale. Questo dipinto attualmente fa parte delle collezioni del Wadsworth Atheneum.

## Storia
Commissionato da Amédée-David de Pastoret, il cui antenato Jehan Pastoret, presidente del parlamento di Parigi, è ritratto vestito di rosso, il quadro venne catalogato nel 1884 di proprietà, assieme ad altri tre dipinti di Ingres, nella collezione di sua figlia, Marie de Pastoret, marchesa di Rougé du Plessis-Bellière, al castello di Moreuil.
Dopo la morte di quest'ultima, nel 1890, la sua collezione venne venduta all'asta a Parigi, nel maggio del 1897. Il quadro, che era il lotto numero 86 della vendita, venne venduto per 5200 franchi a un esperto d'arte, il signor Haro.

## Descrizione
Il dipinto è ambientato nel 1358 e raffigura il ritorno a Parigi dell'erede al trono di Francia, il delfino Carlo, poi divenuto re come Carlo V. Il delfino, sempre fedele alla monarchia francese, aveva soffocato una rivolta nota con il nome di jacquerie, guidata da Étienne Marcel, venendo accolto trionfalmente nella capitale.
Carlo viene ritratto a cavallo, alla testa del suo esercito, e viene accolto presso la porta di Sant'Antonio da vari membri del consiglio dei reggenti, fra i quali spicca Jehan Pastoret, riconoscibile dalle vesti rosse. Pastoret richiede al principe Carlo la grazia per le mogli e i figli dei morti, infatti accanto al principe si trovano due donne in ginocchio, delle quali una è vestita a lutto, e un bambino. Esiste uno studio a olio per il soldato nella parte destra della composizione intitolato Il condottiere, che è conservato al museo Ingres Bourdelle di Montauban, la città natale dell'artista. Nell'angolo inferiore sinistro si trova un cane che morde un cappello, che era uno di quelli indossati dai seguaci di Étienne Marcel. Sullo sfondo si trova un paesaggio con un castello e la Senna.
Questa scena, che evoca la lealtà nei confronti della monarchia della Francia medioevale, va collocata nel contesto della Restaurazione, quando venne restaurata la monarchia francese dopo più di venticinque anni di rivoluzioni e di conquiste napoleoniche, con il ritorno dei Borboni sul trono di Francia. L'opera richiama stilisticamente le illustrazioni di alcuni manoscritti francesi del secolo quindicesimo, realizzate da Jean Fouquet, ma anche i dipinti che, nello stesso periodo, venivano realizzati dai nazareni a Roma.

## Galleria d'immagini

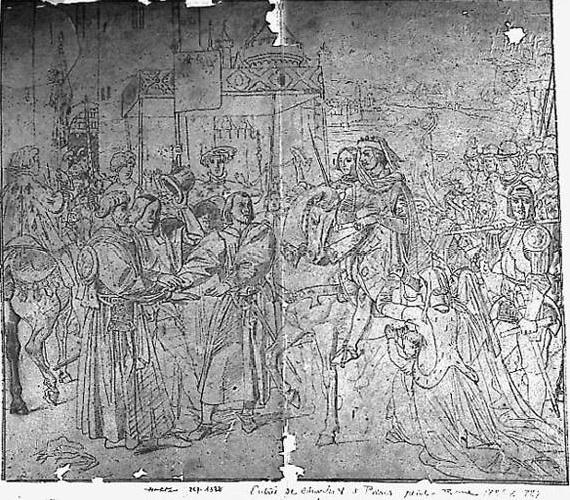
Uno studio della composizione.
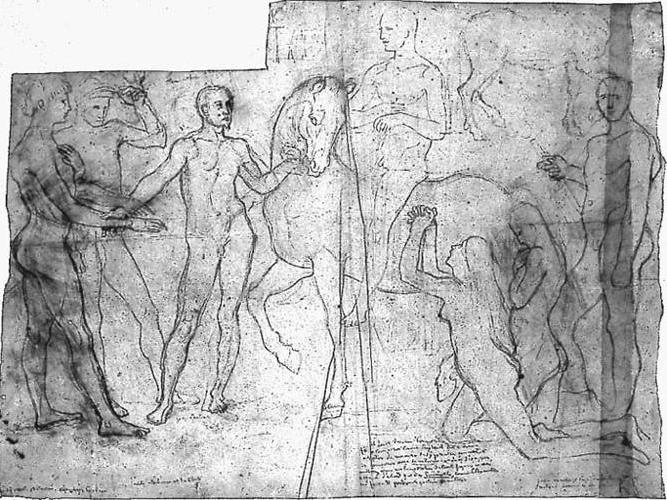
Uno studio di nudo per le figure principali.
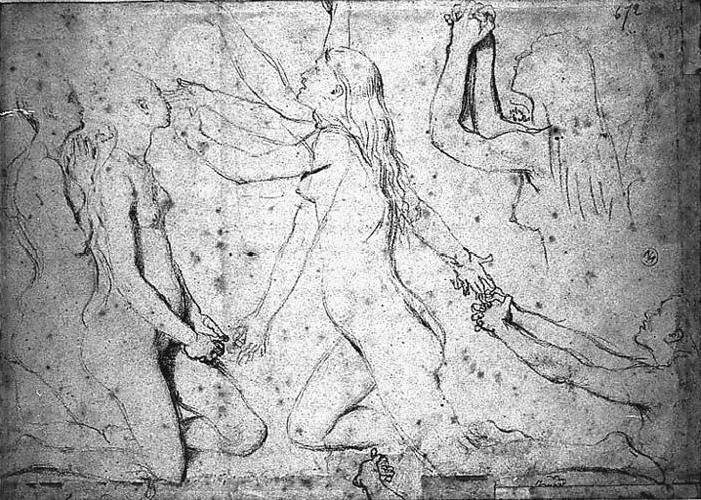
Degli studi di nudo per le imploranti.